# Morobe Province
Morobe (deutsch veraltet: Adolfhafen) ist eine der 19 Provinzen von Papua-Neuguinea. Es ist etwa 34.500 km² groß und zählt rund 674.810 Einwohner (Zensus 2011). Hauptstadt ist Lae, mit knapp 148.000 Einwohnern im Jahr 2011 die zweitgrößte Stadt des Landes.

## Geographie
Morobe liegt im Nordostteil von Neuguinea. An der Nordküste der Provinz gibt es Tiefland, die Ostküste um den Huon Golf und das Binnenland bestehen aus teils hohem Gebirge wie den Herzog Mountains. Zu Morobe gehören mehrere Inseln, unter anderem die Siassi-Inseln mit der Hauptinsel Umboi mit 777 km², die Tami-Inseln, die Longuerue-Inseln und weitere küstennahe Inseln. Größter Strom der Provinz ist der Markham-Fluss.

## Wirtschaft
Morobe ist mit die am meisten industrialisierte und mit am dichtesten besiedelte Provinz Papua-Neuguineas. Neben metallverarbeitenden Betrieben befindet sich hier die größte Sperrholzfabrik der Welt. Auch im Bereich der Viehzucht von Rindern und Hühnern ist Morobe führend. Ferner spielt der Tourismus eine Rolle.
Die Straßensituation ist besser als in den meisten Provinzen. In der Hauptstadt beginnt der bekannte Highlands Highway, der in die Hochlandprovinzen führt, und auch die Küstenstraßen sind im Allgemeinen gut befahrbar.
Nachbarprovinzen sind im Norden Madang, im Westen Eastern Highlands, im Süden Gulf, Central und Oro.

## Geschichte und Goldrausch

### Vorzeit
Das Gebiet der heutigen Morobe-Provinz war schon vor mindestens 40.000 Jahren bewohnt. In diese Zeit datieren Steinäxte, die bei Bobongora gefunden wurden. Ältere Siedlungen lagen vermutlich in Küstennähe, sind aber durch den ansteigenden Meeresspiegel überflutet worden.

### Deutsche Kolonialzeit
Der erste intensivere Kontakt mit Europäern geht auf das ausgehende 19. Jahrhundert zurück, als die deutsche Neuguinea-Kompagnie 1885 in Finschhafen eine erste Siedlung gründeten. Als Folge von Malaria und anderen tropischen Krankheiten wurde der Kolonialisierungsversuch jedoch bald aufgegeben und nach Neubritannien verlagert. Im Ersten Weltkrieg versteckte sich der deutsche Hauptmann Hermann Detzner mit wenigen Mann im Inneren der Provinz und kapitulierte erst im November 1918.

### Goldrausch
1921, unter australischer Herrschaft, wurde in Wau Gold gefunden. Einige Jahre später, infolge des Goldrausches, strömten Goldsucher über den Hafen Salamaua nach Wau und es kam zu einem wirtschaftlichen Boom. Morobe und die Guinea Airways hielten damals den Weltrekord an Luftfracht, da es noch keine Straßen gab und der Transport über Bergpfade sehr mühsam für die Goldsucher war. Überfälle durch die eigentlichen Bewohner des unwegsamen Gebietes und tropische Krankheiten forderten viele Todesopfer. 1926 wurde ein weiteres, ertragreicheres Goldfeld ganz in der Nähe von Wau gefunden und machte das Einfliegen schwerer Gerätschaften notwendig. Für kurze Zeit wurde zwischen Lae und Wau mehr Luftfracht bewegt, als in der gesamten restlichen Welt zusammen. Erst 1965 schloss die letzte der großen Minen.
Die heutige Provinzhauptstadt Lae, damals noch in der Schreibweise Lehe, war zu Beginn des Goldrausches eine kleine Missionsstation. Sie entwickelte sich bald um ihre Landepiste herum.

### Zweiter Weltkrieg
Während des Zweiten Weltkrieges wurden die Morobe-Orte Lae und Salamaua neben Rabaul zu den wesentlichen japanischen Basen auf Neuguinea. Anfang 1943 verlor Japan eine Schlacht bei Wau gegen Australien, was bis September zur Rückeroberung Laes und Salamauas durch Australien führte. Das zerstörte Salamaua wurde nie wieder aufgebaut und ist heute nur noch ein kleines Dorf.

### Nachkriegsgeschichte
Der rasant zunehmende Export von Kaffee, Tee und Mineralien führte in den 1980er und 1990er Jahren zum Ausbau des Seehafens in Lae.

## Distrikte und LLGs
Die Provinz Morobe ist in neun Distrikte unterteilt. Jeder Distrikt besteht aus einem oder mehreren „Gebieten auf lokaler  Verwaltungsebene“, Local Level Government (LLG) Areas, die in Rural (ländliche) oder Urban (städtische) LLGs unterschieden werden.
| Distrikt              | Verwaltungszentrum | Bezeichnung der LLG-Gebiete |
| --------------------- | ------------------ | --------------------------- |
| Bulolo Distrikt       | Bulolo             | Mumeng Rural                |
| Bulolo Distrikt       | Bulolo             | Waria Rural                 |
| Bulolo Distrikt       | Bulolo             | Watut Rural                 |
| Bulolo Distrikt       | Bulolo             | Wau-Bulolo Urban            |
| Bulolo Distrikt       | Bulolo             | Wau Rural                   |
| Bulolo Distrikt       | Bulolo             | Buang Rural                 |
| Finschhafen Distrikt  | Gagidu             | Hube Rural                  |
| Finschhafen Distrikt  | Gagidu             | Kotte Rural                 |
| Finschhafen Distrikt  | Gagidu             | Finschhafen Urban           |
| Finschhafen Distrikt  | Gagidu             | Yabim-Mape Rural            |
| Finschhafen Distrikt  | Gagidu             | Burum-Kuat Rural            |
| Huon Distrikt         | Salamaua           | Morobe Rural                |
| Huon Distrikt         | Salamaua           | Salamaua Rural              |
| Huon Distrikt         | Salamaua           | Wampar Rural                |
| Kabwum Distrikt       | Kabwum             | Deyamos Rural               |
| Kabwum Distrikt       | Kabwum             | Komba (Seko) Rural          |
| Kabwum Distrikt       | Kabwum             | Yus Rural                   |
| Kabwum Distrikt       | Kabwum             | Selepet Rural               |
| Lae Distrikt          | Lae                | Ahi Rural                   |
| Lae Distrikt          | Lae                | Lae Urban                   |
| Markham Distrikt      | Kaiapit            | Onga-Waffa Rural            |
| Markham Distrikt      | Kaiapit            | Umi-Atzero Rural            |
| Markham Distrikt      | Kaiapit            | Wantoat-Leron Rural         |
| Menyamya Distrikt     | Menyamya           | Kapao Rural                 |
| Menyamya Distrikt     | Menyamya           | Nanima Kariba               |
| Menyamya Distrikt     | Menyamya           | Kome Rural                  |
| Menyamya Distrikt     | Menyamya           | Wapi Rural                  |
| Nawae Distrikt        | Boana              | Labuta Rural                |
| Nawae Distrikt        | Boana              | Nabak Rural                 |
| Nawae Distrikt        | Boana              | Wain-Erap Rural             |
| Tewae-Siassi Distrikt | Wasu               | Sialum Rural                |
| Tewae-Siassi Distrikt | Wasu               | Siassi Rural                |
| Tewae-Siassi Distrikt | Wasu               | Wasu Rural                  |

## Sprachen
In der Morobe-Provinz werden 41 austronesische Sprachen und 57 nicht-austronesische „Festlandssprachen“ (Papua-Sprachen) gesprochen. Tok Pisin ist die wichtigste Verkehrssprache. 1995 konnten 52,2 Prozent der Bevölkerung mindestens eine Sprache schreiben. Meist war das eine der lokalen Sprachen (46,1 %), Tok Pisin (42,9 %), Englisch (27,2 %) oder Hiri Motu (2,2 %).
Über ihren eigenen Sprecherkreis hinaus haben die lutherischen Kirchensprachen Kate und Yabem Bedeutung. Diese geht jedoch zugunsten der Verkehrssprache Tok Pisin zurück.
Siehe auch: Sprachen Papua-Neuguineas

## Religion
1995 gehörten 77,6 Prozent der Evangelisch-Lutherischen Kirche von Papua-Neuguinea (siehe auch lutherischen Kirche), 5,8 Prozent der Katholischen Kirche an. 34 Prozent der eingeschriebenen Schüler besuchten kirchliche Schulen.